# Agustín García-Gasco Vicente

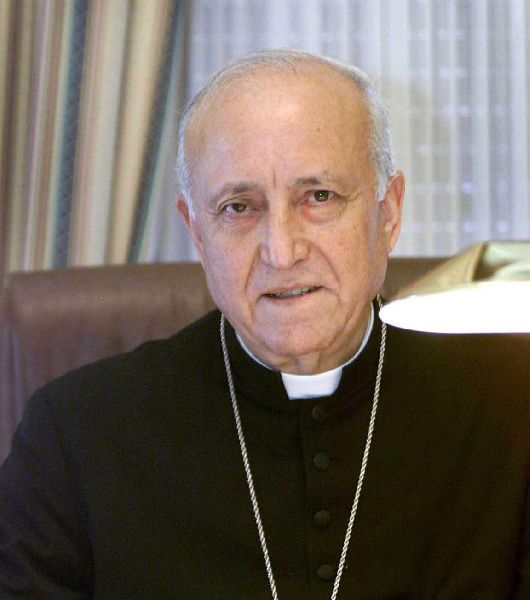
Agustín Kardinal García-Gasco y Vicente

Kardinalswappen

Agustín Kardinal García-Gasco y Vicente (* 12. Februar 1931 in Corral de Almaguer, Provinz Toledo, Spanien; † 1. Mai 2011 in Rom) war Erzbischof von Valencia.

## Leben
Agustín García-Gasco Vicente besuchte das Priesterseminar von Madrid-Alcalá. In Madrid empfing er am 25. Mai 1956 das Sakrament der Priesterweihe im Erzbistum Madrid. Dann ging García-Gasco Vicente für weiterführende Studien an die Päpstliche Universität Comillas und erwarb 1969 ein Lizenziat im Fach Katholische Theologie sowie 1970 ein Diplom in Arbeitssoziologie und Personalwesen am Instituto Jaime Balmes. Er war Pfarrer in Villamanta und wurde 1966 Professor am Priesterseminar von Madrid sowie Pfarrer der Pfarrei Santiago y San Juan Bautista. 1976 graduierte er in Barcelona in Betriebswirtschaft und 1977 in Gruppendynamik am Zentrum für Psychologie in Madrid. García-Gasco Vicente wurde 1977 zum Bischofsvikar des III. Vikariats von Madrid ernannt. 1979 wurde er Professor am Instituto Teologico „San Damaso“ Institución Arzobispo Claret.
Am 20. März 1985 ernannte ihn Papst Johannes Paul II. zum Titularbischof von Nona und bestellte ihn zum Weihbischof in Madrid. Die Bischofsweihe spendete ihm am 11. Mai desselben Jahres der Erzbischof von Madrid, Ángel Suquía. Mitkonsekratoren waren der Apostolische Nuntius in Spanien und spätere Kurienkardinal, Antonio Innocenti, und der Madrider Alterzbischof Vicente Kardinal Enrique y Tarancón. 1990 wurde er Präsident des Internationalen Theologischen Instituts für Fernstudien (Instituto Internacional de Teología a Distancia); parallel lehrte er an der Nationalen Fernuniversität (UNED). 1988 wurde er zum Generalsekretär der spanischen Bischofskonferenz gewählt und hielt diesen Posten bis 1993. Papst Johannes Paul II. berief García-Gasco Vicente am 24. Juli 1992 zum Erzbischof von Valencia.
Am 24. November 2007 nahm ihn Benedikt XVI. als Kardinalpriester mit der Titelkirche San Marcello in das Kardinalskollegium auf. Das aus Altersgründen vorgebrachte Rücktrittsgesuch García-Gasco Vicentes vom Amt des Erzbischofs von Valencia nahm Benedikt XVI. am 8. Januar 2009 an und bestimmte ihn bis zur Inthronisation und feierlichen Amtseinführung seines Nachfolgers, Carlos Osoro Sierra, am 18. April 2009 zum Apostolischen Administrator des Erzbistums.
Agustín Kardinal García-Gasco Vicente war Mitglied der Kongregation für den Gottesdienst und die Sakramentenordnung (2008 bis 2011) und des Päpstlichen Rats für die Familie (2008 bis 2011).
Er starb in Rom, wohin er anlässlich der Seligsprechung Papst Johannes Pauls II. gereist war, wahrscheinlich an den Folgen eines Herzinfarktes.